# We've Got It Goin' On
Clip vidéo
[vidéo] « We've Got It Goin' On », sur YouTube
Singles par Backstreet Boys
I'll Never Break Your Heart
(1995)
Singles par Backstreet Boys (É.-U.)
Quit Playing Games (with My Heart)
(1996)
We've Got It Goin' On est une chanson du boys band américain Backstreet Boys, leur premier single.
Initialement sortie en automne 1995 en single, elle fait partie de leur premier album studio international, paru en mai 1996 et intitulé Backstreet Boys, et leur premier album américain, paru en août 1997 et intitulé aussi Backstreet Boys.
La chanson a débuté à la 54e place du hit-parade britannique des singles (pour la semaine du 22 au 28 octobre 1995). Aux États-Unis, elle a débuté à la 97e place du Hot 100 de Billboard dans la semaine du 28 octobre et atteint la 69e place pour la semaine du 2 décembre.